# Kapelle hl. Margaretha in Pians

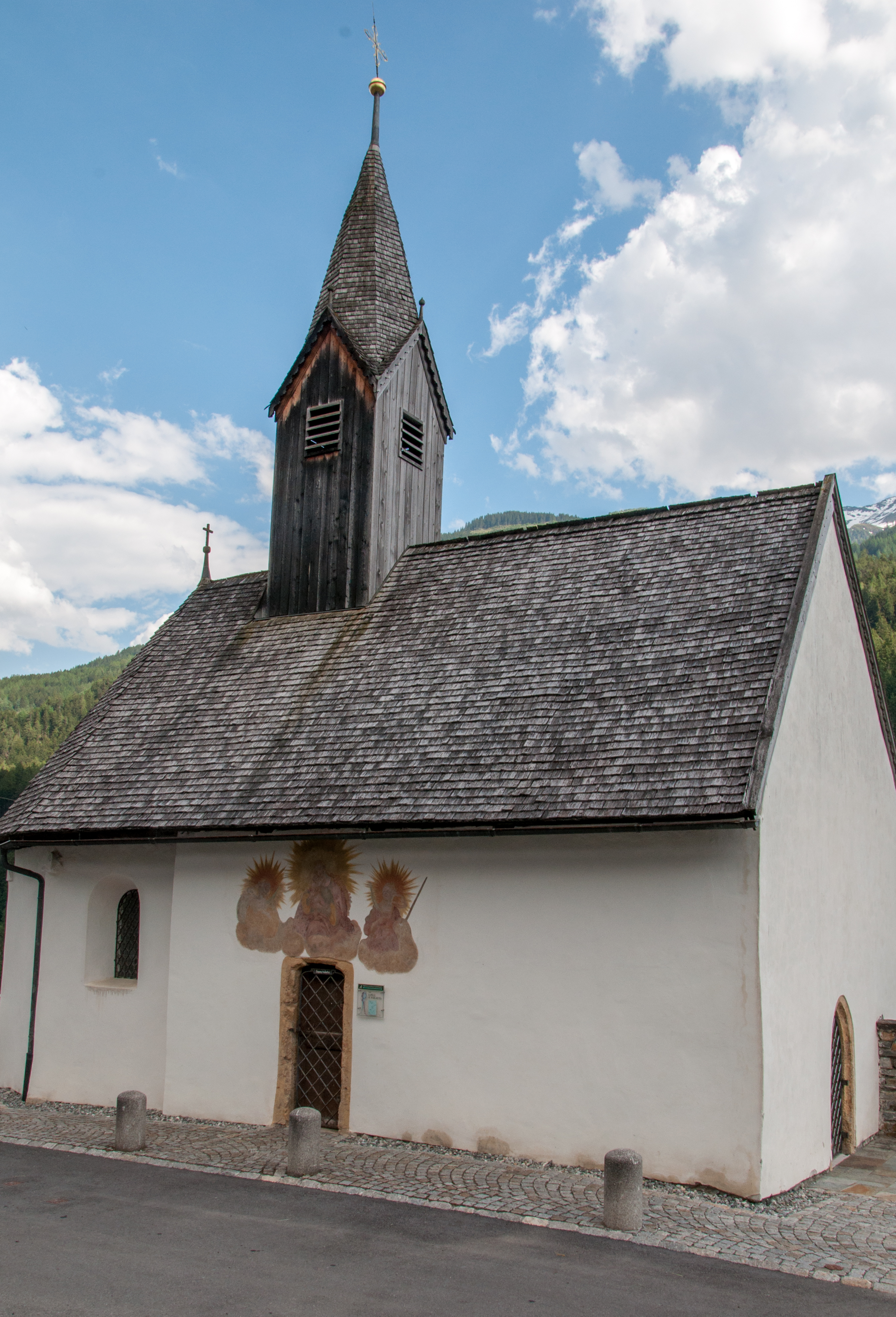
Die Kapelle von Norden

Die Kapelle hl. Margaretha liegt in der Gemeinde und römisch-katholischen Pfarre Pians in Tirol.
Die Kapelle steht erhöht im Osten von Pians. Der gotische Kapellenbau mit leicht eingezogenem, polygonalem Chor und einem hölzernen Dachreiter mit Giebelspitzhelm wurde um 1500 erbaut und ist mit Holzschindeln gedeckt. An den Chorecken sind Dreiecklisenen mit Pyramidendächlein. Das Westportal hat einen gekehlten Spitzbogen, das Nordportal einen Schulterbogen; darüber ein Fresko mit Mariahilf und Margaretha und Katharina aus der Mitte des 18. Jahrhunderts.
Das zweijochige Langhaus und der Chor mit Fünfachtelschluss sind mit einem Kreuzrippengewölbe auf Konsolen mit runden Schlusssteinen überwölbt, der Triumphbogen ist spitzbogig. Gotische Wandmalereien von 1410 wurde 1911 freigelegt. Sie zeigen im Chor Christus in der Mandorla, die vier Kirchenväter und Evangelisten, der Schlussstein zeigt das Wappen vom Bistum Brixen. Die Schildbogenwände zeigen die Apostel in reicher Thronarchitektur, darunter eine Reihe von Propheten als Halbfiguren. In der östlichen Fensterlaibung sind Heilige dargestellt. Die Triumphbogenwand des Chores zeigt Christus und Satan als Gärtner, in der Laibung die klugen und törichten Jungfrauen, darunter die Heiligen Georg und Florian. Die Triumphbogenwand des Langhauses zeigt Mariä Verkündigung und die Gregorsmesse.
Den Altar mit den Figuren, urkundlich 1648 gestiftet, schuf Michael Lechleitner. Das Altarbild "Maria mit Kind" ist aus der 1. Hälfte des 17. Jahrhunderts. Die Stationsbilder mit 1736 und 1737 bezeichnet sind von Johann Paul Scheiber. Messingkreuze im Boden sind mit 1769 und 1773 bezeichnet.
Es gibt eine Glocke von Alexander Löffler von 1539 und eine Glocke von Hans Christof Löffler von 1562.